# Den danske marine
Den danske marine er en kort dansk dokumentarfilm fra 1913.
Filmen viser en række krigsskibe sejlende på havet og med deres kanoner afprøvet.
Den 8 minutter lange film viser også en ubåd der sejler under en vindebro.
Instruktøren var K.V. Høyer med Richard Lund som fotograf.
Filmen havde premiere den 6. marts 1913 og var rekvireret af Marineministeriet